# Arnis Mednis
Arnis Mednis (Riga, 18 oktober 1961) is een Lets zanger.

## Biografie
Mednis is vooral bekend vanwege zijn deelname aan het Eurovisiesongfestival 2001, in de Deense hoofdstad Kopenhagen. Hij won Eirodziesma, de Letse nationale preselectie, met het nummer Too much. In Kopenhagen kon hij geen potten breken: hij eindigde op de achttiende plek.
2000: Brainstorm · 
2001: Arnis Mednis · 
2002: Marie N · 
2003: F.L.Y. · 
2004: Fomins & Kleins · 
2005: Valters & Kaža · 
2006: Cosmos · 
2007: Bonaparti.lv · 
2008: Pirates of the Sea · 
2009: Intars Busulis · 
2010: Aisha · 
2011: Musiqq · 
2012: Anmary · 
2013: PeR · 
2014: Aarzemnieki · 
2015: Aminata Savadogo · 
2016: Justs · 
2017: Triana Park · 
2018: Laura Rizzotto · 
2019: Carousel · 
2021: Samanta Tīna · 
2022: Citi Zēni · 
2023: Sudden Lights · 
2024: Dons · 
2025: Tautumeitas
- International Standard Name Identifier: 0000 0003 7279 990X
- Nationale Bibliotheek van Letland: 000038994
- MusicBrainz: e7a0c032-6cbd-4eda-8458-1560639324a4
- Virtual International Authority File: 305062063